# Liste der Bodendenkmale in Ostereistedt
In der Liste der Bodendenkmale in Ostereistedt sind die Bodendenkmale der niedersächsischen Gemeinde Ostereistedt aufgeführt. Die Quelle ist der Denkmalatlas Niedersachsen. 
Der Stand der Liste ist der 12. Dezember 2024.
Allgemein

Ostereistedt im Landkreis Rotenburg (Wümme)

In den Spalten finden sich folgende Informationen des Bodendenkmales:
Lagegeographische Koordinaten
BezeichnungBezeichnung lt. Denkmalatlas
BeschreibungBeschreibung lt. Denkmalatlas
IDObjekt-ID
BildBild, ggf. zusätzlich mit Link zu weiteren Fotos im Medienarchiv Wikimedia Commons.

## Ostereistedt
| Lage                        | Bezeichnung                    | Beschreibung | ID       | Bild           |
| --------------------------- | ------------------------------ | --- | -------- | -------------- |
| 53° 18′ 35″ N, 9° 11′ 56″ O | Ostereistedt 41, Grabhügel     | Durchmesser ca. 18,5 m und Höhe ca. 1,2 m. Rand abgesetzt. In der Kuppe alte weite Eingrabung, darin eine weitere große Eingrabung mit vielen freiliegenden kopfgroßen Steinen.                                     | 28966877 | BW             |
| 53° 18′ 44″ N, 9° 12′ 1″ O  | Ostereistedt 42, Grabhügel     | Durchmesser ca. 14 m und Höhe ca. 0,8 m. Rundlich. | 28966879 | BW             |
| 53° 18′ 48″ N, 9° 12′ 4″ O  | Ostereistedt 44, Grabhügel     | Ursprünglich rundlicher Grabhügel von 11 m Dm. Erhalten sind mit 0,6 m Höhe nur noch knapp 2 m des Ost-Randes, der vom Gemarkungsgrenzgraben angeschnitten ist. Der übrige Hügel ist in der Ackerfläche eingeebnet. | 28966976 | BW             |
| 53° 17′ 38″ N, 9° 9′ 8″ O   | Ostereistedt 60, Großsteingrab | | 28966994 | Weitere Bilder |
| 53° 16′ 59″ N, 9° 10′ 39″ O | Ostereistedt 72, Grabhügel     | Durchmesser ca. 30 m und Höhe ca. 2 m. Annähernd rund. Am Ost-Rand alt abgegraben. Einkuhlungen; viele Tierbaue. | 28966984 | BW             |

### Ostereistedt 1
- ID:28967234
- Grabhügelfeld

| Lage                        | Bezeichnung     | Beschreibung | ID       | Bild |
| --------------------------- | --------------- | --- | -------- | ---- |
| 53° 18′ 15″ N, 9° 11′ 44″ O | Ostereistedt 3  | Durchmesser ca. 13,5 × 11 m und Höhe ca. 1,1 m. Rundlich. Ebenmäßig hoch gewölbt, Rand abgesetzt. West-Teil vom Acker angeschnitten. | 28967128 | BW   |
| 53° 18′ 14″ N, 9° 11′ 44″ O | Ostereistedt 5  | Durchmesser ca. 11 m und Höhe ca. 0,6 m. Rundlich. Ebenmäßig gewölbt, Rand allmählich auslaufend. Quer über den Hügel von Nord nach Süd flache Pflanzfurchen. Im Norden freiliegende Steine. | 28967125 | BW   |
| 53° 18′ 14″ N, 9° 11′ 45″ O | Ostereistedt 6  | Durchmesser ca. 11 m und Höhe ca. 0,9 m. Rundlich. Ebenmäßig gewölbt, Rand allmählich auslaufend. Flache Pflanzfurchen von Nord nach Süd. Mehrere tiefere Mulden. | 28967127 | BW   |
| 53° 18′ 13″ N, 9° 11′ 43″ O | Ostereistedt 7  | Durchmesser ca. 18 m und Höhe ca. 1,2 m. Rundlich. Ebenmäßig gewölbt, Rand abgesetzt. Quer über den Hügel von Nord nach Süd flache Pflanzfurchen. In der Mitte flache Eingrabung. Alte Tierbauten. Am West-Rand großer Steinhaufen.                                                                          | 28967129 | BW   |
| 53° 18′ 13″ N, 9° 11′ 45″ O | Ostereistedt 8  | Durchmesser ca. 12 m und Höhe ca. 1 m. Rundlich. Ebenmäßig gewölbt, Rand abgesetzt. Ringgraben von ausgehobenem Steinkranz schwach erkennbar von Südwest über Nordwest nach Nordost. Im Zentrum alte Eingrabung; alte Kuhlen. Von Nord nach Süd flache Pflanzfurchen. Einzelne kopfgroße Steine freiliegend. | 28967130 | BW   |
| 53° 18′ 11″ N, 9° 11′ 46″ O | Ostereistedt 11 | Ursprünglich rundlich, Durchmesser ca. 13 m (Ost-Teil alt abgetragen und zerstört) nur noch der westlicher Teil erhalten mit 9,5 × 6 m und Höhe ca. 0,5 m, Rand allmählich auslaufend. Am Ackerrand und im Hügelrest zahlreiche kopfgroße Steine freiliegend.                                                | 28967132 | BW   |
| 53° 18′ 12″ N, 9° 11′ 49″ O | Ostereistedt 15 | Durchmesser ca. 12,5 m und Höhe ca. 0,8 m. Rundlich. Rand abgesetzt. Mitte und Ost-Hälfte alt abgetragen. An der West-Seite und im Südosten zahlreiche große Steine. | 28967131 | BW   |
| 53° 18′ 12″ N, 9° 11′ 50″ O | Ostereistedt 18 | Annähernd oval, ca. 13 × 11 m; H. bis 0,8 m. Ebenmäßig hoch gewölbt, Rand allmählich auslaufend. Weite, etwas nach Südost verschobene Kuppenmulde, T. 0,4 m; Oberfläche unregelmäßig. | 28967133 | BW   |
| 53° 18′ 12″ N, 9° 11′ 49″ O | Ostereistedt 19 | Ursprünglich rundlicher Grabhügel mit abgesetztem Rand im Durchmesser ca. 19 m und Höhe ca. 1,1 m, der westliche Teil zu ca. einem Viertel abgetragen. In der Kuppe eine tiefe Eingrabung vom Ausheben der Steinkammer.                                                                                      | 28967228 | BW   |
| 53° 18′ 10″ N, 9° 11′ 50″ O | Ostereistedt 20 | Durchmesser ca. 14,3 m und Höhe ca. 1 m. Ebenmäßig geformt, Rand abgesetzt. In der Kuppe alte Einsenkung mit flachem Graben bis zum West-Rand. | 28967230 | BW   |
| 53° 18′ 9″ N, 9° 11′ 50″ O  | Ostereistedt 21 | Durchmesser ca. 14,2 m und Höhe ca. 1,2 m. Rundlich. Ebenmäßig gewölbt, Rand abgesetzt. In der Kuppe alte Eingrabung. | 28967231 | BW   |
| 53° 18′ 8″ N, 9° 11′ 49″ O  | Ostereistedt 22 | Ursprünglich rundlich, Dm. 14,5 m. West-Teil alt abgetragen und zerstört, nur noch östliches Drittel vorhanden mit 14 × 5 m, H. 0,9 m. Ebenmäßig gewölbt, Rand abgesetzt. In der Abbruchkante Teile der Steinpackung sichtbar.                                                                               | 28967229 | BW   |
| 53° 18′ 8″ N, 9° 11′ 44″ O  | Ostereistedt 24 | Durchmesser ca. 19,5 m und Höhe ca. 1,5 m. Rundlich. Ebenmäßig weit und hoch gewölbt. Rand abgesetzt. Über den Hügel flache Pflanzfurchen von Nord nach Süd. Flache Einsenkungen; im Nord-Teil rechteckige Eingrabung von 1 × 3 m. Im Süden großer Stein, Dm. ca. 0,5 m, sichtbar, ebenso im Osten.          | 28956215 | BW   |

### Ostereistedt 52
- ID:28966876
- Gruppe von ehemals sechs Grabhügeln, von denen vier mit 11 – 18,5 m Durchmesser und 0,6 – 1,2 m Höhe erhalten sind. Die beiden anderen wurden vor 1979 zerstört.

| Lage                        | Bezeichnung     | Beschreibung | ID       | Bild |
| --------------------------- | --------------- | --- | -------- | ---- |
| 53° 17′ 28″ N, 9° 11′ 51″ O | Ostereistedt 52 | Durchmesser ca. 18,5 m und Höhe ca. 0,9 m. Ebenmäßig geformt, Rand schwach abgesetzt. Kuppe abgeflacht, durch alte Eingrabungen und Kaninchenlöcher verwaschen. Am Nord-Rand größere Steine sichtbar.                           | 28966862 | BW   |
| 53° 17′ 27″ N, 9° 11′ 49″ O | Ostereistedt 53 | Durchmesser ca. 11,5 m und Höhe ca. 0,6 m. Flach gewölbt, Rand allmählich auslaufend. Im Nordwest-Rand von Nord nach Süd alte verwaschene, weite Eingrabung.                                                                    | 28966867 | BW   |
| 53° 17′ 27″ N, 9° 11′ 47″ O | Ostereistedt 54 | Durchmesser ca. 13,3 m und Höhe ca. 0,8 m. Ebenmäßig flach geformt, Rand schwach abgesetzt. In der abgeflachten Kuppe alte verwaschene Eingrabung; im Nordost-Teil flache, grabenartige Einsenkung. Auf dem Hügel ein Hochsitz. | 28966868 | BW   |
| 53° 17′ 27″ N, 9° 11′ 50″ O | Ostereistedt 56 | Durchmesser ca. 14,2 m und Höhe ca. 1,2 m. Nicht ganz ebenmäßig geformt, nach Norden abfallend. Rand nach Norden allmählich auslaufend, nach Süden abgesetzt. In der Kuppe alte, viereckige Eingrabung.                         | 28966865 | BW   |

### Ostereistedt 62
- ID:28966995
- Gruppe von ehemals fünf Grabhügeln, von denen drei mit Dm. 15,5 – 18,5 m und  H. 1,2 – 1,5 m erhalten sind. Die anderen zwei waren bereits 1979 obertägig abgetragen.

| Lage                       | Bezeichnung     | Beschreibung | ID       | Bild |
| -------------------------- | --------------- | --- | -------- | ---- |
| 53° 17′ 6″ N, 9° 11′ 29″ O | Ostereistedt 63 | Durchmesser ca. 16 m und Höhe ca. 1,2 m. Ebenmäßig gewölbt, Rand abgesetzt. Kuppe abgeflacht mit älterer Eingrabung in West-Ost-Richtung, T. ca. 0,25 m. | 28966988 | BW   |
| 53° 17′ 6″ N, 9° 11′ 31″ O | Ostereistedt 64 | Durchmesser ca. 15,5 m und Höhe ca. 1,2 m. Ebenmäßig gewölbt, Rand schwach abgesetzt, im Osten abgetragen. In der Kuppe kleine, alte Eingrabung.         | 28966991 | BW   |
| 53° 17′ 6″ N, 9° 11′ 32″ O | Ostereistedt 65 | Durchmesser ca. 18 m und Höhe ca. 1,7 m. Ebenmäßig gewölbt, Rand abgesetzt. In der Oberfläche alte Tierbaue und flache Einsenkungen.                     | 28966993 | BW   |

## Rockstedt
| Lage                        | Bezeichnung             | Beschreibung | ID       | Bild |
| --------------------------- | ----------------------- | --- | -------- | ---- |
| 53° 19′ 29″ N, 9° 11′ 16″ O | Rockstedt 19, Grabhügel | Durchmesser ca. 9 m und Höhe ca. 0,8 m. Abgeflacht; in der Kuppe Einsenkung mit großen Findlingen. Rand abgesetzt, im Westen abgepflügt. Am Nordost-Rand wahrscheinlich Anfuhr von Sammelsteinen und Abraumboden; der Hügel hat dadurch eine nach Nordosten erweiterte Form erhalten. Am Ost-Rand einige Findlinge sichtbar. | 28966624 | BW   |
| 53° 19′ 29″ N, 9° 11′ 17″ O | Rockstedt 20, Grabhügel | Länglich in Südost-Nordwest-Richtung, Dm. 13,5 × 11,5 m, H. 0,8 m. Ebenmäßig gewölbt, nach Norden sanft abgeschrägt; Kuppe flach eingesenkt, darin einige kopfgroße Steine und Betonstücke freiliegend. Rand schwach abgesetzt, im Südwesten von der Straße, im Nordosten von der Ackerfläche angeschnitten. Auf dem Südost-, Süd- und Nord-Rand je ein großer Findling, am West-Rand zahlreiche Findlinge freiliegend, an der Ost-Seite Findlinge angeschüttet. | 28966622 | BW   |
| 53° 19′ 18″ N, 9° 11′ 40″ O | Rockstedt 57, Grabhügel | Durchmesser ca. 13 m und Höhe ca. 0,8 m. Durch Störungen unregelmäßig geformt, Rand schwach abgesetzt. West-Teil abgetragen. Kleinere Störungen und Abträge am Ost-Rand, in der kuppe alte weite Eingrabung. Am Süd-Rand ein großer Findling. | 28966733 | BW   |
| 53° 19′ 27″ N, 9° 9′ 46″ O  | Rockstedt 61, Grabhügel | Durchmesser ca. 15 m und Höhe ca. 1 m. Annähernd rund. Im Westen etwas angegraben. | 28965639 | BW   |
| 53° 19′ 28″ N, 9° 9′ 44″ O  | Rockstedt 62, Grabhügel | Durchmesser ca. 12,5 m und Höhe ca. 0,8 m. Annähernd rund. Im Zentrum alte längliche Eingrabung. An der West-Seite durch Ackerbau eingeebnet. | 28965641 | BW   |